# Artamus
Artamus es un género de aves paseriformes de la familia Artamidae. Este género conforma su propia subfamilia Artaminae. Incluye a unas especies de pájaros de tamaño mediano originarios de Oceanía. Se alimentan de insectos voladores, por lo que reciben el nombre de golondrinas del bosque. Todas las especies de este género presentan un plumaje de color gris, con algunas mezclas de colores.

## Especies
- Artamus fuscus - artamo ceniciento.
- Artamus leucorynchus - artamo ventriblanco.
- Artamus monachus - artamo cabecinegro.
- Artamus maximus - artamo grande.
- Artamus insignis - artamo dorsiblanco.
- Artamus mentalis - artamo de las Fiyi.
- Artamus personatus - artamo enmascarado.
- Artamus superciliosus - artamo cejiblanco.
- Artamus cinereus - artamo carinegro.
- Artamus cyanopterus - artamo sombrío.
- Artamus minor - artamo chico.